# 东方铁线莲
东方铁线莲（学名：Clematis orientalis）为毛茛科铁线莲属下的一个种。其种加词“orientalis”意为“东方的”。